# Bergglim
Bergglim (Silene rupestris) är en växtart i familjen nejlikväxter. Traditionellt anses den tillhöra glimsläktet (Silene), men enligt vissa källor tillhör den istället släktet bergglimmar (Atocion) och kallas då vetenskapligt Atocion rupestre. På svenska kallas den ibland även klippglim.

## Habitat
Bergglim förekommer, som namnet antyder, på berg och klippor, oftast över högsta kustlinjen.

## Utbredning
I Sverige är bergglim vanlig i västra Götaland från Halland till Värmland, men den förekommer sparsamt även i övriga landet.